# Benedetto Cotrugli
Benedetto Cotrugli, łac. Benedictus de Cotrullis, chorw. Benedikt Kotruljević (ur. 1416 w Dubrowniku w Republice Dubrownickiej, zm. 1469 w Aquili w Królestwie Neapolu) – raguzański handlowiec, ekonomista, naukowiec, dyplomata i humanista.

## Życiorys
Urodził się w kupieckiej rodzinie. Jego pradziad, Živo (Ziue), zamieszkał w Dubrowniku około 1350 roku, zaś ojciec, Giacomo, był przedsiębiorcą prowadzącym swoje interesy w Bośni i Serbii, na Półwyspie Iberyjskim oraz w Italii, zwłaszcza w Królestwie Neapolu, gdzie dzierżawił solany w Apulii, a później również królewską mennicę. Giacomo miał ośmioro dzieci: czterech synów i cztery córki. Benedetto Cotrugli urodził się około 1416 roku jako trzeci syn. Dzieciństwo spędził w Dubrowniku. Tam też uczęszczał do szkoły publicznej. Następnie pojechał na studia do Włoch (nie wiadomo jednak gdzie dokładnie studiował), których nie ukończył z powodu śmierci ojca w 1436 roku i konieczności przejęcia jego interesów w kraju. Początkowo większość czasu spędzał w Dubrowniku, wykorzystując kontakty handlowe ojca na Bałkanach i w innych krajach basenu Morza Śródziemnego. Był właścicielem statku oraz włączał się we wspólne przedsięwzięcia kilku kupców dla zminimalizowania ryzyka. W 1440 roku wyruszył w podróż na Sycylię i do Afryki północnej. W latach 1444–1446 przebywał w Barcelonie. Pobyt ten był związany z kupnem bardzo dochodowej wełny owiec Merynosów.
Od 1451 roku rozpoczął współpracę z władcą Neapolu Alfonsem. Na dworze objął m.in. stanowisko sędziego, następnie zaś został mianowany sędzią Wielkiego Sądu. Zaangażował się także w sprawę uzyskania odszkodowania od króla za napady piratów korsykańskich na statki kupców dubrownickich. Było to ryzykowne przedsięwzięcie, gdyż podpisując umowę z władzami Republiki Raguzy, zgodził się wypłacić 15% należności w ciągu 5 lat, niezależnie od tego, czy uda mu się ją odzyskać od monarchy. W styczniu 1454 roku wyjechał z rodziną do Neapolu na stałe. Udało mu się odzyskać część długu we wrześniu 1455 roku, jednak nie wypłacił go władzom republiki. Z tego powodu został powołany pod sąd z powództwa cywilnego, lecz pozycja jaką sobie wyrobił na dworze neapolitańskim spowodowała, iż władze Dubrownika ponownie, w listopadzie 1455 roku, zwróciły się do niego o pomoc, tym razem w kupnie zboża. Następnie, jeszcze raz poprosiły go o interwencję w sprawie wypłaty reszty odszkodowania. Cotrugli nie odpowiedział na roszczenia i mimo tego, w maju 1458 roku, na żądanie Alfonsa został mianowany dubrownickim konsulem w Neapolu.
Po śmierci Alfonsa w 1458 roku i przejęciu władzy w Neapolu przez jego syna Ferdynanda pozycja Cotrugli na dworze umocniła się. W listopadzie tego roku pojawił się w Dubrowniku jako poseł nowego króla. Na skargi władz odpowiedział wymieniając swoje zasługi dla kraju. W czerwcu 1459 roku Cotrugli został wezwany przed sąd w terminie dwóch miesięcy. Pozew odparł mówiąc, że jego wyjazd z Neapolu jest uzależniony od woli króla. Władze Raguzy chciały skazać Cotrugli na wygnanie. W sprawie tej interweniował jednak król Ferdynand i Raguzanie zgodzili się przesunąć termin rozprawy sądowej, nie chcąc zrywać kontaktów z tak ważnym partnerem politycznym. Ostatecznie Cotrugli pojawił się w Dubrowniku w 1462 roku jako ambasador zmierzający do Bośni. Ze względu na status poselski nie podjęto wobec niego żadnych działań prawnych.
Jednocześnie Cotrugli prowadził swoje interesy w Królestwie Neapolu, zarządzając w latach 1460–1468 mennicą w Neapolu, którą po śmierci Benedetta, do 1475 roku zarządzał jego syn, Giacomo. Cotrugli angażował się także w bardziej ryzykowne przedsięwzięcia finansowe. Pomimo niezałatwionej sprawy z odszkodowaniem utrzymywał kontakty z władzami Raguzy m.in. dostarczając na kredyt sól z Dubrownika królowi Ferdynandowi oraz przysyłając Raguzanom 20 hiszpańskich najemników, w czasie gdy republika była zagrożona atakiem osmańskim w 1463 roku.

## Dzieła

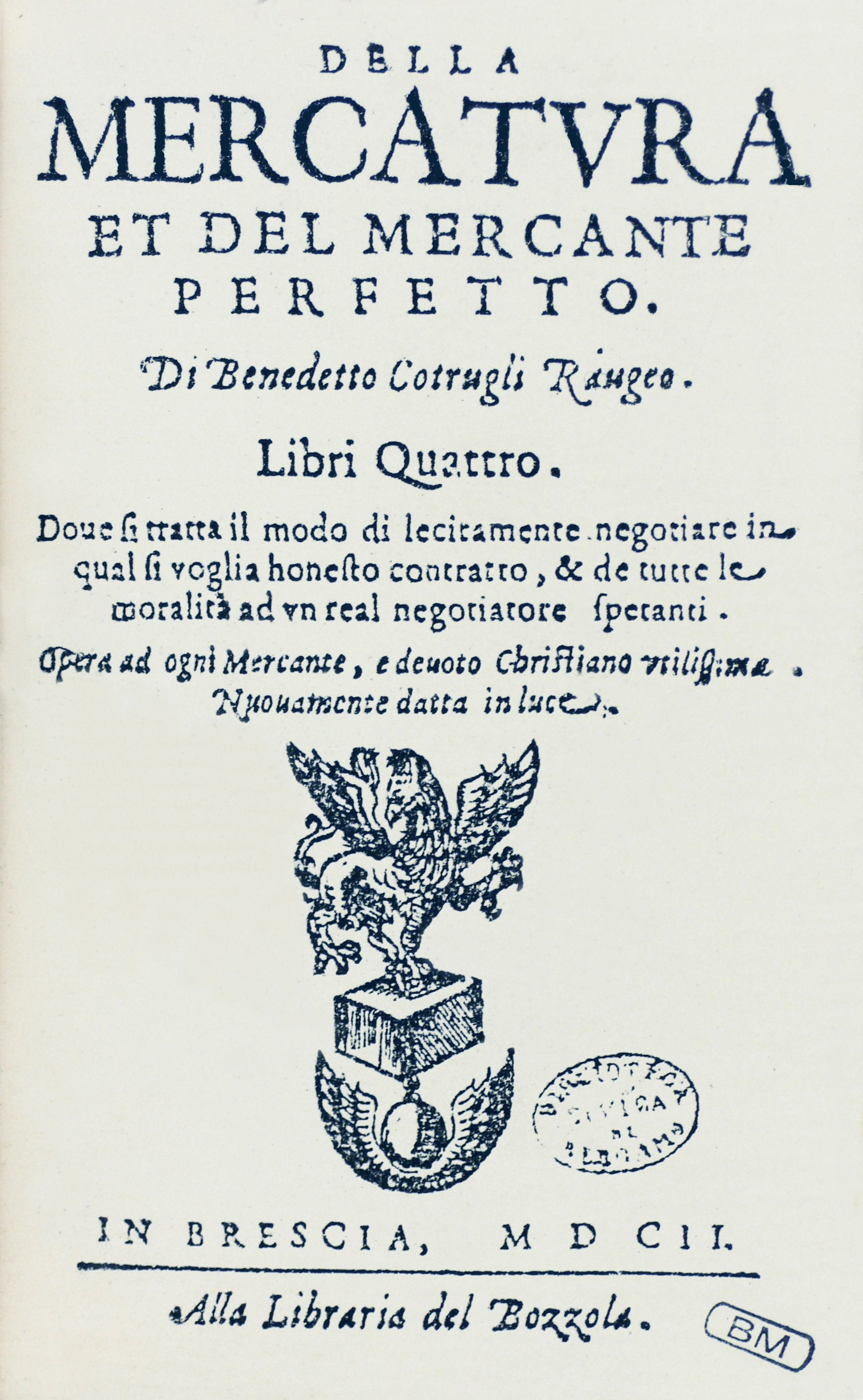
Della mercatura, 1602

Pozostawił po sobie 4 traktaty. W kolejności chronologicznej są to:
- „O małżeństwie” (wł. De uxore ducenda) – napisany przed 1458 rokiem, zadedykowany Volzo de Bobalii, jego główne myśli zostały powtórzone w Księdze o sztuce handlu[5].
- „Księga o sztuce handlu” (wł. Il libro dell’arte di mercatura) – napisany latem roku 1458, zadedykowany Franciszkowi Stafani, kupcowi z Dubrownika[6].
- „O naturze kwiatów” (wł. Della natura dei fiori) – napisany około 1460 roku, został mu przypisany w XVII wieku przez biografów[5].
- „O żegludze” (wł. De navigatione) – napisany pod koniec życia uczonego, zadedykowany Senatowi Wenecji[7].

Do naszych czasów przetrwały tylko dwa dzieła – O żegludze i Księga o sztuce handlu. Najstarsza istniejąca kopia Księgi o sztuce handlu z 1475 roku jest przechowywana w Bibliotece Narodowej Malty. Oryginalny rękopis jest datowany na 1458 rok. W manuskrypcie znajduje się dodatek, w którym została opisana reguła podwójnego zapisu. Opis reguły znajduje się w XIII rozdziale pierwszej księgi traktatu zatytułowanym O porządnym prowadzeniu ksiąg rachunkowych. Benedetto Cotrugli tym samym dokonał pierwszego teoretycznego opisu zasad podwójnej księgowości, wyprzedzając o przeszło 20 lat prace Luki Paciolego, który skodyfikował zasady prowadzenia ksiąg rachunkowych w swoim dziele Summa de arithmetica, geometria, proportioni et proportionalita, wydanym w Wenecji w 1491 roku.